# Adolf Fešárek
Adolf Fešárek (ur. 19 kwietnia 1943, zm. 2018) – czeski kierowca rajdowy i wyścigowy.

## Biografia
Karierę rozpoczynał od startów Škodą 1000 MB i Škodą 100 L w rajdach samochodowych. Pilotem Fešárka był wówczas przeważnie Zdeněk Kořínek. Ta załoga w 1972 roku wygrała lokalny rajd Zetor Hanušovice. W następnych latach podjął rywalizację samochodami sportowymi i wyścigowymi. W 1977 roku zdobył mistrzostwo Formuły Škoda. W 1976 roku zadebiutował w ETCC. W 1979 roku kierowca rozpoczął rywalizację w Formule Easter. W sezonie 1982 Fešárek zadebiutował w Pucharze Pokoju i Przyjaźni w klasie samochodów turystycznych, zajmując wówczas trzecie miejsce w klasyfikacji końcowej. W 1984 roku zakupił od Václava Lima Avię AE2. Szczególne sukcesy Fešárek odnosił tym samochodem w wyścigach górskich, zdobywając nim raz mistrzostwo Czechosłowacji, raz mistrzostwo NRD oraz trzy razy mistrzostwo Polski.

## Wyniki
| Legenda oznaczeń w tabelach wyników Wyświetl szablon na nowej stronie | Legenda oznaczeń w tabelach wyników Wyświetl szablon na nowej stronie                                                                     |
| Oznaczenie                                                            | Wyjaśnienie |
| --------------------------------------------------------------------- | --- |
| Złoty                                                                 | Zwycięzca lub mistrzostwo |
| Srebrny                                                               | 2. miejsce lub wicemistrzostwo |
| Brązowy                                                               | 3. miejsce lub II wicemistrzostwo |
| Zielony                                                               | Ukończył, punktował (w klasyfikacji generalnej, gdy zdobył co najmniej jeden punkt na przestrzeni sezonu, poza trzema powyższymi opcjami) |
| Niebieski                                                             | Ukończył, nie punktował (w klasyfikacji generalnej, gdy nie zdobył co najmniej jednego punktu na przestrzeni sezonu)                      |
| Czerwony                                                              | Nie zakwalifikował się (NZ) |
| Czerwony                                                              | Nie prekwalifikował się (NPK) |
| Różowy                                                                | Nie ukończył (NU) |
| Różowy                                                                | Niesklasyfikowany (NS) (w klasyfikacji generalnej, gdy nie został sklasyfikowany w żadnym wyścigu sezonu)                                 |
| Czarny                                                                | Zdyskwalifikowany (DK) |
| Czarny                                                                | Wykluczony (WYK/EX) |
| Biały                                                                 | Nie wystartował (NW) |
| Biały                                                                 | Kontuzjowany (K/INJ) |
| Biały                                                                 | Wyścig odwołany (OD/C) |
| Bez koloru                                                            | Został wycofany (WYC/WD) |
| Bez koloru                                                            | Nie przybył (NP/DNA) |
| Bez koloru                                                            | Nie brał udziału w treningach (NT/DNP) |
| Bez koloru                                                            | Nie został zgłoszony (–) |
| Pogrubienie                                                           | Start z pole position |
| Kursywa                                                               | Najszybsze okrążenie wyścigu |
| †                                                                     | Nie ukończył, ale jego rezultat został zaliczony ze względu na przejechanie więcej niż 90% dystansu wyścigu.                              |
| *                                                                     | Sezon w trakcie |
| 1/2/3                                                                 | Punktowana pozycja w sprincie kwalifikacyjnym                                                                                             |
| Lista systemów punktacji Formuły 1                                    | |

### European Touring Car Championship
| Rok  | Zespół                   | Samochód            | Wyniki w poszczególnych eliminacjach | Wyniki w poszczególnych eliminacjach | Wyniki w poszczególnych eliminacjach | Wyniki w poszczególnych eliminacjach | Wyniki w poszczególnych eliminacjach | Wyniki w poszczególnych eliminacjach | Wyniki w poszczególnych eliminacjach | Wyniki w poszczególnych eliminacjach | Wyniki w poszczególnych eliminacjach | Wyniki w poszczególnych eliminacjach | Wyniki w poszczególnych eliminacjach | Wyniki w poszczególnych eliminacjach | Wyniki w poszczególnych eliminacjach | Wyniki w poszczególnych eliminacjach | Pkt. | Msc. |
| ---- | ------------------------ | ------------------- | ------------------------------------ | ------------------------------------ | ------------------------------------ | ------------------------------------ | ------------------------------------ | ------------------------------------ | ------------------------------------ | ------------------------------------ | ------------------------------------ | ------------------------------------ | ------------------------------------ | ------------------------------------ | ------------------------------------ | ------------------------------------ | ---- | ---- |
| 1976 |                          |                     | Włochy                               | Austria                              | Włochy                               | Czechosłowacja                       |                                      | Belgia                               | Włochy                               | Wielka Brytania                      | Hiszpania                            |                                      |                                      |                                      |                                      |                                      | 0    | NS   |
| 1976 | AMK Důl Ostrava          | Škoda 110           | -                                    | -                                    | -                                    | 16                                   | -                                    | -                                    | -                                    | -                                    | -                                    |                                      |                                      |                                      |                                      |                                      | 0    | NS   |
| 1977 |                          |                     | Włochy                               | Austria                              | Włochy                               | Włochy                               | Czechosłowacja                       |                                      | Holandia                             | Wielka Brytania                      | Belgia                               | Hiszpania                            | Portugalia                           |                                      |                                      |                                      | 0    | NS   |
| 1977 | AZNP Mladá Boleslav      | Škoda 130 RS        | -                                    | -                                    | -                                    | -                                    | 20                                   | -                                    | -                                    | -                                    | -                                    | -                                    | -                                    |                                      |                                      |                                      | 0    | NS   |
| 1978 |                          |                     | Wielka Brytania                      | Włochy                               | Włochy                               | Austria                              | Hiszpania                            | Portugalia                           | Austria                              | Czechosłowacja                       |                                      | Holandia                             | Wielka Brytania                      | Belgia                               |                                      |                                      | 0    | NS   |
| 1978 | ARC Brno                 | Škoda 110 R         | -                                    | -                                    | -                                    | -                                    | -                                    | -                                    | -                                    | 26                                   | -                                    | -                                    | -                                    | -                                    |                                      |                                      | 0    | NS   |
| 1979 |                          |                     | Włochy                               | Włochy                               | Włochy                               | Wielka Brytania                      | Hiszpania                            | Austria                              | Czechosłowacja                       |                                      | Holandia                             | Austria                              | Włochy                               | Wielka Brytania                      | Belgia                               |                                      | 0    | NS   |
| 1979 | ARC Brno                 | Škoda 110 R         | -                                    | -                                    | -                                    | -                                    | -                                    | -                                    | NZ                                   | -                                    | -                                    | -                                    | -                                    | -                                    | -                                    |                                      | 0    | NS   |
| 1980 |                          |                     | Włochy                               | Włochy                               | Wielka Brytania                      | Austria                              | Czechosłowacja                       | Włochy                               |                                      | Wielka Brytania                      | Belgia                               |                                      |                                      |                                      |                                      |                                      | 0    | NS   |
| 1980 | AMK SSZ Praha            | Škoda 130 RS        | -                                    | -                                    | -                                    | -                                    | NU                                   | -                                    | -                                    | 23                                   | 14                                   |                                      |                                      |                                      |                                      |                                      | 0    | NS   |
| 1981 |                          |                     | Włochy                               | Włochy                               | Wielka Brytania                      | Austria                              | Czechosłowacja                       | Włochy                               | Wielka Brytania                      | Belgia                               |                                      |                                      |                                      |                                      |                                      |                                      | 0    | NS   |
| 1981 | Barum Team               | Škoda 130 RS        | -                                    | 7                                    | 13                                   | -                                    | 21                                   | -                                    | NU                                   | ?                                    |                                      |                                      |                                      |                                      |                                      |                                      | 0    | NS   |
| 1985 |                          |                     | Włochy                               | Włochy                               | Wielka Brytania                      | Szwecja                              | Czechosłowacja                       | Austria                              | Austria                              |                                      | Belgia                               | Wielka Brytania                      | Francja                              | Belgia                               | Portugalia                           | Hiszpania                            | 0    | NS   |
| 1985 | Racing Club Neu-Isenburg | Volkswagen Golf GTI | -                                    | -                                    | -                                    | -                                    | NU                                   | -                                    | 25                                   | -                                    | -                                    | 24                                   | 18                                   | NZ                                   | -                                    | -                                    | 0    | NS   |

### Puchar Pokoju i Przyjaźni

#### Samochody turystyczne
| Rok  | Samochód   | Wyniki w poszczególnych eliminacjach | Wyniki w poszczególnych eliminacjach | Wyniki w poszczególnych eliminacjach | Wyniki w poszczególnych eliminacjach | Wyniki w poszczególnych eliminacjach | Pkt. | Msc. |
| ---- | ---------- | ------------------------------------ | ------------------------------------ | ------------------------------------ | ------------------------------------ | ------------------------------------ | ---- | ---- |
| 1982 |            | Polska                               |                                      |                                      | Czechosłowacja                       |                                      | 162  | 3    |
| 1982 | Łada 21011 | 9                                    | 6                                    | 2                                    | 9                                    | 4                                    | 162  | 3    |
| 1983 |            |                                      | Czechosłowacja                       |                                      | Polska                               |                                      | 70   | 17   |
| 1983 | Łada 21011 | -                                    | -                                    | 9                                    | -                                    | 11                                   | 70   | 17   |

#### Samochody wyścigowe
| Rok  | Samochód | Silnik | Wyniki w poszczególnych eliminacjach | Wyniki w poszczególnych eliminacjach | Wyniki w poszczególnych eliminacjach | Wyniki w poszczególnych eliminacjach | Wyniki w poszczególnych eliminacjach | Wyniki w poszczególnych eliminacjach | Wyniki w poszczególnych eliminacjach | Pkt. | Msc. |
| ---- | -------- | ------ | ------------------------------------ | ------------------------------------ | ------------------------------------ | ------------------------------------ | ------------------------------------ | ------------------------------------ | ------------------------------------ | ---- | ---- |
| 1984 |          |        | Czechosłowacja                       | Polska                               |                                      |                                      |                                      |                                      |                                      | 32   | 33   |
| 1984 | Avia AE2 | Łada   | -                                    | -                                    | -                                    | 13                                   | -                                    | -                                    |                                      | 32   | 33   |
| 1986 |          |        | Polska                               | Czechosłowacja                       |                                      |                                      |                                      |                                      |                                      | 33   | 35   |
| 1986 | Avia AE2 | Łada   | -                                    | 12                                   | -                                    | -                                    | -                                    | -                                    | -                                    | 33   | 35   |